# إتش إم إس بودنهام
HMS Bodenham سفينة واحدة من 93 سفينة من فئة هام من كاسحات الألغام الشاطئية. تم بناؤها في عام 1953 للخدمة في البحرية الملكية البريطانية، وخدمت كمناقصة لـ أتش أم أس Vernon حتى عام 1955؛ ثم تم وضعها في الاحتياط.في عام 1967، تم نقل السفينة إلى دولة جنوب اليمن المستقلة حديثًا،حيث أعيدت تسميتها باسم الصقر. تم تغيير اسمها مرة أخرى إلى جيهلا في عام 1975، وتم التخلص منها في عام 1984.

## البناء والتصميم
سفينة HMS Bodenham، التي كانت في الأصل تسمى (Green Chaffinch)، تم طلبها من Brooke Marine of Lowestoft في 29 سبتمبر عام 1950 لتكون جزءًا من السلسلة الأولى من كاسحات الألغام الشاطئية من فئة Ham.   كانت سفن السلسلة الأولى من فئة هام بطول 100 قدم (30.5 مترًا) بين لخطوط المتعامدة و 106.5 قدمًا (32.4 مترًا) بشكل عام. كان شعاعها 21 قدمًا 2 بوصة (6.45 مترًا) وعمقها 5 أقدام 6 بوصات (1.68 مترًا). 
كانت سفن السلسلة الأولى من فئة هام عبارة عن كاسحات ألغام شاطئية صغيرة مزودة بهياكل مصنوعة من الخشب والألومنيومالمركب، وبلغ إزاحتها 120 طنًا قياسيًا و 159 طنًا عند الحمولة العميقة. تم دفع سفن السلسلة الأولى من فئة هام بواسطة محركي ديزل باكسمان ، بإجمالي قوة 1,100 حصانًا (820 كيلو واط)، مما أعطاها سرعة قصوى تبلغ 14 عقدة (26 كيلومترًا في الساعة؛ 16 ميلاً في الساعة).قدرة تحمل السفينة عند نقل 15 طنًا من النفط هي 2,350 ميل بحري (4,350 كـم؛ 2,700 ميل) بسرعة 9 عقدة (17 كم/س؛ 10 ميل/س).   كانت السفن مسلحة بمدفع واحد من طراز Bofors 40 ملم L/60 أو مدفع Oerlikon 20 ملم. عادةً ما يتم إعادة تسليح السفن المسلحة بمدافع Bofors بمدافع Oerlikon. كان لدى السفن تكملة لضابطين و 13 تصنيفًا. 
بودنهام تم إطلاقها في 21 أغسطس 1952، واكتملت في 23 سبتمبر 1953.

## خدمة
كانت سفن فئة هام صغيرة جدًا، ولم يكن لديها القدرة على توليد الكهرباء الكافية لتشغيل معدات كسح الألغام الحديثة، مثل المعدات الصوتية والمغناطيسية. لذلك، لم تستخدم كثيرًا من قبل البحرية الملكية.  .بين عامي 1954 و1955، عمل Bodenham كمناقصة أتش أم أس Vernon. ثم تم وضعه في الاحتياطي التشغيلي في روسنيث حتى عام 1963.
في عام 1967، حصل جنوب اليمن على استقلاله عن المملكة المتحدة. وعقب ذلك، تم نقل ثلاث كاسحات ألغام من طراز هام (بودنهام، بلهام، إلسنهام) إلى البحرية الوطنية الجديدة.   تم تغيير اسم بودنهام إلى الصقر عند النقل والجهلة في عام 1975، وتم التخلص منه في عام 

### اقتباسات
1. 1 2 3 4  Gardiner and Chumbley 1995, p. 541.
2. 1 2  Worth 1986, p. 123.
3. 1 2  Blackman 1962, p. 283.
4. ↑  Blackman 1971, p. 368.
5. ↑  Colledge and Warlow 2006, p. 43.
6. ↑  Worth 1986, p. 126.
7. 1 2  Gardiner and Chumbley 1995, p. 641.
8. ↑  Blackman 1971, p. 280.